# Marcus Becker
Marcus Becker (né en 1981) est un céiste allemand, pratiquant le slalom.